# ㅔ
ㅔ (reviderad romanisering: e, hangul: 에) är en av elva diftonger i det koreanska alfabetet. Det är en kombination av ㅓ och ㅣ.